# Ши Цзяньсюнь
Ши Цзяньсюнь (кит. 石建勋англ. Shi Jianxun, род. июнь 1963 года) — китайский экономист. Профессор. В настоящее время профессор Института экономики и управления Университета Тунцзи.
Окончил Ланьчжоуский технологический университет (Lanzhou University of Technology, бакалавр, 1982) и Университет Цинхуа (магистр, 1998).
Степень PhD получена в 2002 году в Уханьском университете.

## Биография
По окончании в 1982 году Ланьчжоуского технологического университета до 1995 года работал на китайском производственном предприятии, занимая должности инженера, главного инженера и исполнительного директора. В 1995—1997 годах работал в местном правительстве. В 1997—2003 годах — управляющий директор в коммерческой публичной компании.
Получив в 2002 году степень PhD, с 2003 по 2005 год занимался постдокторским исследованием в школе экономики Фуданьского университета.
С 2005 года — профессор Института экономики и управления Университета Тунцзи.